# 53W53
Il 53W53 (noto anche come Tower Verre o MoMA Expansion Tower) è un grattacielo a Midtown Manhattan, New York. Il terzo nome del grattacielo deriva da un'espansione del MoMA che ospita al suo interno. Oltre a ciò è anche adibito all'uso residenziale, ospitando 139 appartamenti.

## Posto
53 West 53 si trova al 53 West 53rd Street, nel quartiere di Midtown Manhattan a New York City. Si trova lungo il lato nord della 53rd Street, tra la Fifth Avenue e la Sixth Avenue. Il lotto di terreno si estende su 1.645,6 m² o 1.724 m². Il sito ha un fronte di 26,62 m sulla 53rd Street a sud e di 29,7 m sulla 54th Street a nord, con una profondità di 61 m tra queste due strade.
Gli edifici nelle vicinanze includono il CBS Building a sud, il Credit Lyonnais Building a sud-ovest, il New York Hilton Midtown a ovest, 1345 Avenue of the Americas a nord-ovest, il Warwick New York Hotel a nord, 46 West 55th Street a nord-est e il Museum of Modern Art (MoMA) a est.

## Architettura
Ufficialmente denominato 53 West 53, l'edificio fu progettato dall'architetto francese Jean Nouvel come una torre di 77 piani e 145 unità. L'edificio ha 77 piani fisici. Il piano superiore è numerato 87 e diversi numeri di piano sono stati saltati. Ci sono anche due livelli interrati; la cantina immediatamente sottoterra è utilizzata come deposito dal MoMA, mentre la cantina secondaria sottostante contiene locali tecnici per i piani superiori. Il piano occupato più alto è a 270 m sopra il suolo. La torre misura tecnicamente 319,94 m di altezza dal piano della hall alla punta della sua guglia più alta.

### Facciata
La facciata dell'edificio è incorniciata da una diagrid in cemento, che sposta il sistema strutturale della torre verso l'esterno, consentendo così più spazio aperto per l'interno di ogni piano. La diagrid è stata progettata da WSP Global, che ha impiegato oltre un anno per modificarne i dettagli. Nouvel e gli ingegneri di WSP hanno collaborato ampiamente alla progettazione della sovrastruttura perché Nouvel desiderava che la facciata del 53 West 53 riflettesse la disposizione della diagrid. The diagrid includes vertical, diagonal, and horizontal girders to carry weight loads while also stiffening the frame against wind. La diagrid include travi verticali, diagonali e orizzontali per sostenere i carichi e allo stesso tempo irrigidire la struttura contro il vento. Il design della facciata attorno alla diagrid è stato ispirato dai disegni di Hugh Ferriss.
Come progettato, le facciate nord e sud si inclinano verso l'esterno, mentre le facciate ovest ed est sono perpendicolari al livello del terreno. La facciata continua esterna è composta da 5.747 pannelli a triplo vetro fabbricati in Germania. La facciata continua è costituita da pannelli di vetro, telai in alluminio e griglie di ventilazione.

### Caratteristiche strutturali

#### Fondazioni
L'ingegnere geotecnico Langan ha monitorato il substrato roccioso sottostante e ha condotto una pianificazione sismica. Il terreno sottostante l'edificio è costituito da 2,4–10,7 m di riempimento, seguito da 1,5–2,4 m di sabbia, 0,61–18,59 m di micascisto decomposto e uno strato duro di substrato roccioso di micascisto. Gran parte del terreno sottostante a Midtown Manhattan poteva supportare carichi di 590 t/m² (60 tonnellate corte/piede quadrato), ma la parte occidentale del sito di 53 West 53 in precedenza conteneva un ruscello. Le falde acquifere erano presenti a 4,6–5,5 m sotto il livello del suolo nel sito.

#### Sovrastruttura
L'appaltatore principale per la sovrastruttura era Lendlease. Le solette del 53 West 53 sono generalmente realizzate in calcestruzzo gettato in opera con uno spessore di 300 mm. Mentre la maggior parte delle colonne di supporto della torre si trova lungo il perimetro della torre, sono presenti anche alcune colonne interne. Le capriate in acciaio trasferiscono i carichi dalle colonne interne a un nucleo di parete di taglio lungo il bordo orientale della torre. L'angolo nord-est del 53 West 53 comprende anche una mensola di 7,3 m sopra un generatore elettrico di emergenza di proprietà di Con Edison. Una parte dello spazio del MoMA, ai piani 2, 4 e 5, è sostenuta da due colonne, una delle quali è una colonna in acciaio di 0,91 m per 0,91 m.